# Microregione di Rio Claro
Rio Claro è una microregione dello Stato di San Paolo in Brasile, appartenente alla mesoregione di Piracicaba.

## Comuni
Comprende 6 comuni:
- Brotas
- Corumbataí
- Ipeúna
- Itirapina
- Rio Claro
- Torrinha